# Myteriet på Bounty (film, 1962)
Myteriet på Bounty (engelska: Mutiny on the Bounty) är en amerikansk film från 1962 med Marlon Brando i huvudrollen, baserad på romanen Myteriet på "Bounty" av Charles Nordhoff och James Norman Hall. Filmen utspelas i kronologisk ordning om det riktiga myteriet ombord HMS Bounty som leddes av Fletcher Christian mot skeppets kapten, William Bligh. Det här är den andra amerikanska filmen som är gjort efter romanen, den första var Myteri (1935). Filmen regisserades av Lewis Milestone som ersatte Carol Reed tidigt i produktionen. Filmmanuset skrevs av Charles Lederer (med hjälp av Eric Ambler, William L. Driscoll, Borden Chase, John Gay och Ben Hecht)

## Handling
Skeppet HMS Bounty lämnar Portsmouth 1787 under den sadistiske kapten Blighs befäl. Missnöjet gror bland mannarna och en vacker dag, när man just har avseglat från det paradisiska Tahiti, får Fletcher Christian och de andra sjömännen nog.

## Rollista
- Trevor Howard - Capt. William Bligh
- Marlon Brando - 1st Lt. Fletcher Christian
- Richard Harris - Seaman John Mills
- Hugh Griffith - Alexander Smith
- Richard Haydn - William Brown
- Noel Purcell - Helmsman McCoy
- Chips Rafferty - Seaman Michael Byrne

## Filmpriser
Filmen från 1962 vann inga Oscars men nominerades för sju:
- Bästa film - Aaron Rosenberg
- Bästa scenografi - scenografi, färg - George Davis, Henry Grace, Hugh Hunt och J. McMillan Johnson
- Bästa foto - Robert Surtees
- Bästa specialeffekter - A. Arnold Gillespie (visuell) och Milo B. Lory (hörbar)
- Bästa klippning - John McSweeney Jr.
- Bästa filmmusik - Bronislaw Kaper
- Bästa sång - Bronislaw Kaper (musik) och Paul Francis Webster (text) - För sången "Love Song from Mutiny on the Bounty (Follow Me)"

## Om filmen
Filmen hade biopremiär i USA den 8 november 1962. Filmen blev den första att spelas in med formatet Ultra Panavision 70 widescreen. Inspelningen skedde i Söderhavet, och filmmusiken gjordes av Bronislaw Kaper.

### Fotnoter
1. ↑  ”Mutiny on the Bounty - full credits”. imdb.com. IMDb. http://www.imdb.com/title/tt0056264/fullcredits.
2. ↑  ”NY Times: Mutiny on the Bounty”. The New York Times. http://movies.nytimes.com/movie/33979/Mutiny-on-the-Bounty/awards. Läst 25 december 2008.
3. ↑  ”Mutiny on the Bounty” (på engelska). Box Office Mojo. 8 november 1962. http://www.boxofficemojo.com/movies/?id=mutinyonthebounty62.htm. Läst 23 januari 2017.